# Ghiacciaio Kannheiser
Il ghiacciaio Kannheiser (in inglese Kannheiser Glacier) è un ghiacciaio lungo circa 7 km situato sull'isola Thurston, al largo della costa di Eights, nella Terra di Ellsworth, in Antartide. Il ghiacciaio, il cui punto più alto si trova a circa 40 m s.l.m., si trova in particolare circa 20 km a est-sud-est di capo Flying Fish, nella parte occidentale dell'isola, e da qui fluisce verso sud fino ad entrare nello stretto Peacock, andando così ad alimentare la piattaforma glaciale Abbot.

## Storia
Il ghiacciaio Kannheiser è stato mappato grazie a fotografie aeree scattate nel dicembre 1946 durante l'Operazione Highjump ed è stato poi così battezzato dal Comitato consultivo dei nomi antartici in onore del tenente comandante William Kannheiser, elicotterista della marina militare statunitense a bordo della USS Glacier, che nel febbraio 1960 effettuò diversi voli di esplorazione nei cieli dell'isola Thurston.